# Arichanna mesolepta
Arichanna mesolepta är en fjärilsart som beskrevs av Eugen Wehrli 1933. Arichanna mesolepta ingår i släktet Arichanna och familjen mätare. Inga underarter finns listade i Catalogue of Life.